# Anim8or
Anim8or est un logiciel gratuit (freeware) basé sur la technique OpenGL pour la synthèse d'image 3D, créé par R. Steven Glanville, ingénieur chez NVidia. Son nom est un jeu de mots, retranscrivant phonétiquement en 8 (eight) la syllabe at(e) de animator (« animateur ») en référence à l'animation 3D. Actuellement en version 0.98, c'est un logiciel performant muni de beaucoup d'outils et d'extensions développées par les utilisateurs eux-mêmes. Utilisant un récent système de script nommé Anim8or Script Language (ASL), ce logiciel a d'assez grandes possibilités pour ceux qui savent correctement s'en servir. Sa légèreté, sa simplicité d'utilisation et la convivialité de ses tutoriels en font une très bonne passerelle vers le monde des graphismes 3D, notamment pour les débutants en informatique qui n'auraient peut-être pas eu l'occasion de pouvoir s'y essayer sans cet outil intuitif et totalement gratuit.

## Développement
Le 20 juillet 1999, un message fut posté sur le newsgroup comp.graphics.packages.3dstudio, présentant la première version officielle d'Anim8or au public. En une semaine, la première version fut téléchargée environ une centaine de fois. La version suivante, intitulée 0.2, fut publiée le 6 septembre 1999, corrigeant quelques bugs et apportant la possibilité d'enregistrer des images au format JPEG.
Durant les quelques années passées, de nouvelles versions ont été publiées, présentant de nouvelles fonctionnalités comme l'annulation, de multiples raccourcis clavier, un moteur de rendu 3D amélioré entre autres. À chaque nouvelle version, la popularité d'Anim8or augmentait. Il a été cité à plusieurs reprises dans des magazines spécialisés dans la 3D comme 3D User, Freelog, et dans newsletter de Lockergnome. Grâce à la communauté, il existe beaucoup de sites de fans contenant des tutoriels spécialement réalisés par les utilisateurs, des galeries d'images et autres programmes. Le principal site internet d'Anim8or possède un forum très actif permettant de montrer ses créations, de discuter sur le logiciel et d'obtenir de l'aide. Les utilisateurs peuvent même visiter le salon de chat sur IRC.
La dernière version d'Anim8or, 0.95, a été présentée aux internautes le 4 novembre 2006, bien que des versions bêtas aient été disponibles plus tôt pour les testeurs. Celle-ci intègre de nouvelles fonctionnalités comme l'ASL ou Anim8or Script Language, le support de plugin et beaucoup de corrections. Depuis, les révisions 0.95a et 0.95b sont sorties et corrigent quelques autres bugs.
La mascotte d'Anim8or est un petit oiseau rouge et jaune nommé Robin, qui est utilisé dans le tutorial A Simple Walk Tutorial pour aider les utilisateurs à se familiariser avec le logiciel. Un autre modèle bien connu des utilisateurs est l'eggplant, inventé par Steven pour présenter des imprimantes 3D à SIGGRAPH. Il a sûrement été modélisé par la plupart des utilisateurs car il fait l'objet d'un autre tutorial présentant les outils et les menus du logiciel.

## Fonctionnalités
Bien qu'il ne soit pas aussi puissant et performant que des logiciels commerciaux tels que LightWave 3D et 3D Studio Max, il comprend la plupart des fonctionnalités utiles aux modeleurs 3D tout en restant gratuit. Il comprend donc :
- Un modeleur 3D avec des formes primitives telles que les sphères, les cubes, ou les cylindres
- La modification de Mesh et la subdivision
- Les splines, les extrusions, le lathing (pivotement), les modifiers, le bevelling (biseautage) et le warping (déformation)
- Un langage de script : ASL ou Anim8or Scripting Language, pour faciliter modélisation et animation
- Le support de polices TrueType autorisant les textes en 2D et en 3D
- La possibilité d'importer les formats .3DS, .LWO et .OBJ
- La possibilité d'exporter vers les formats .3DS, .LWO, .OBJ, .VTX and .C pour utilisation dans des programmes externes
- Un explorateur d'objets 3D
- L'utilisation avancée de textures en .BMP, .GIF and .JPG (utilise la technique de placage de texture UV).
- Les maps d'environnement, les bump maps, la transparence, la réflexion et plus encore
- Un éditeur de personnages avec des joints (articulations)
- Les morph targets
- Un moteur de rendu supportant l'effet de flou, les différentes sources de lumière (infinie, locale et les spots (faisceaux), l'anti-aliasing (anticrénelage), l'utilisation des canaux alpha et les différents canaux de profondeur
- L'impression directement depuis le programme, avec un système de pré-rendu
- Des ombres volumétriques aussi bien que les ombres générées par Ray tracing
- Le support de plugin pour l'import/export de nouveaux formats notamment
- Un format de fichier en texte plein, autorisant le développement d'outils externes autour de ce format tel que Terranim8or.

Une liste simple est présente sur le site Anim8or, mais celle-ci ne reflète pas toutes les possibilités de ce programme.

## Configuration du système
Avec ses faibles besoin en matière de configuration, Anim8or est capable de fonctionner sur des ordinateurs aussi bien d'entrée de gamme que sur des machines ultra-performantes. Bien qu'il soit programmé pour fonctionner uniquement sur un système Windows, les utilisateurs ont réussi à le faire tourner normalement sur des ordinateurs Apple sous Mac OS via Connectix Virtual PC aussi bien que sur des PC sous Linux grâce à WINE. La configuration minimale est :
- Un Processeur de 300 MHz
- Windows 95 ou plus récent (jusqu'à Windows XP, Vista n'étant pas officiellement supporté)
- Une carte graphique compatible OpenGL
- 64 Mo de RAM (128 Mo recommandés, 256 Mo avec Windows XP)
- 5 Mo d'espace libre sur le disque dur.

L'application n'est constituée que d'un seul fichier, l'exécutable d'environ 2 Mo.
Anim8or n'étant apparemment pas reconnu par Windows Vista, il faut modifier dans les propriétés du fichier le mode de compatibilité et indiquer à Vista « d'exécuter le programme en mode de compatibilité pour Windows XP ».